# Salpicó

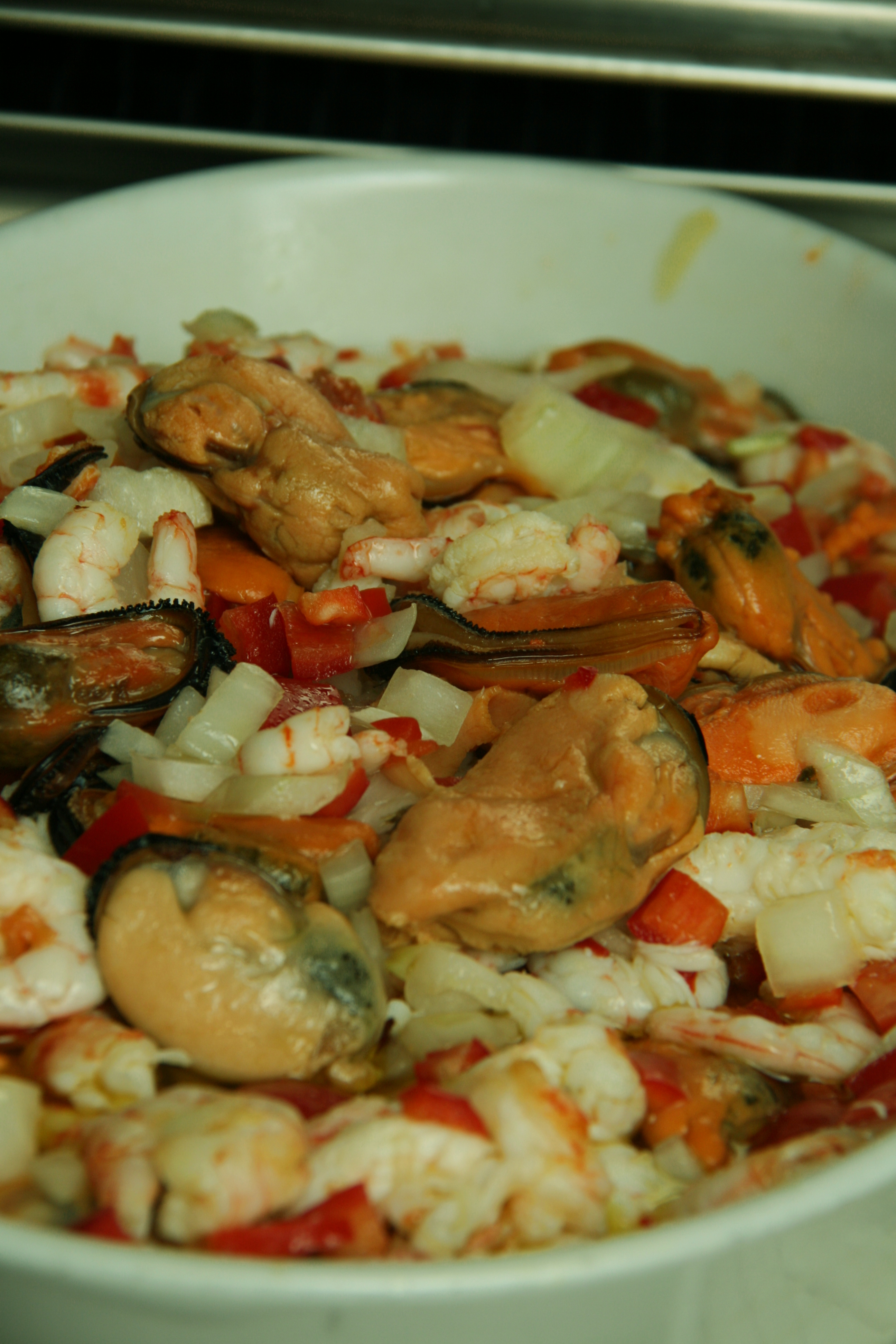
Una accepció més moderna: Salpicó de fruits de mar i llagosta.

El salpicó és un plat generalment fet de diferents carns capolades (tradicionalment s'ha elaborat de bou) i amanit generalment amb pebre i sal, ruixat amb una vinagreta de julivert, cebes de primavera, etc., que es menja fred. Avui dia és un plat molt propi de tota la costa andalusa, però sobretot, a les províncies de Huelva i Cadis (on se sol trobar elaborat amb fruits de mar cuits). En l'actualitat és servit com una tapa en molts bars d'Espanya, que per defecte sol interpretar-se com a salpicó de fruits de mar.

## Història
S'esmenta pel primer cop en català i castellà en el Procés de les olives de Bernat Fenollar:

Mas dau-li lo llard / ab oli d'olives
I ab sal, poch a poc / i ab bona saó,
Hi no us guastarà / un pèl les genives,
Si de la salmorra / li feu salpicó.
Posteriorment n'hi ha referències literàries en autors castellans com Covarruvias a la fi del segle XVI que defineixen en llur diccionari: "“la carne picada y aderezada con sal”. Alguns com Cervantes la fan aparèixer en el seu Don Quijote de la Mancha, en el qual identificant els trets d'Alonso Quijano, menciona el que menja cada dia:

| «                                            | "Una olla de algo más vaca que carnero,[3] salpicón las más noches, duelos y quebrantos los sábados,..." | » |
| — Don Quijote de la Mancha, Cap. I, Llibre I | |   |

"Una olla de algo más vaca que carnero, salpicón las más noches, duelos y quebrantos los sábados,..."
Don Quijote de la Mancha, Cap. I, Libro I
Apareix una altra referència a aquest plat en la mateixa obra: "salpicón de vaca con cebolla" indicant la manera tradicional de servir-la. Altres referències a aquest plat les fa el poeta espanyol Francisco de Quevedo en la seva Obra Poética

| « | con mondadientes en ristre y jurando de aquí yace perdiz, donde el salpicón tiene por tumba el gaznate... | » |

con mondadientes en ristre y jurando de aquí yace perdiz, donde el salpicón tiene por tumba el gaznate...

Alguns estudiosos esmenten que a la fi del segle xviii el plat de salpic de vaca era molt típic de les classes humils espanyoles, essent fàcilment accessible a la major part de la població, així ho demostren les referències literàries de l'època.

Tradicionalment es feia aquest plat amb cansalada de porc que es barrejava amb la carn de cap de bou capolada, a què s'afegia pebre, sal, vinagre i diverses verdures. Tot això es posava a estofar lentament. Se servia calent decorat amb uns trossos de ceba.

1. 
2. 
3. 
4. 
5. 
6. 
7. 